# Hafun
Ras Hafun (somálsky Raas Xaafuun) je mys, který je nejvýchodnějším bodem pevninské Afriky. Nachází se v Somálsku, v části Puntland. Leží na poloostrově, který vybíhá z pevniny asi o 40 km a je s ní spojen úzkou písečnou šíjí. Nejde tedy o špičku poloostrova Afrického rohu, to je mys Guardafui, ležící asi o půl úhlové minuty západněji.
Následkem zemětřesení v Indickém oceánu 26. prosince 2004 byl mys postižen vlnou tsunami, která sem z epicentra cestovala bezmála 5000 km.

## Ostatní nejzazší mysy Afriky
- Mys Angela – nejsevernější bod
- Zelený mys – nejzápadnější bod – od mysu Hafun je vzdálen 7 470 km
- Střelkový mys – nejjižnější bod